# St. Mariä Empfängnis (Düsseldorf)
| St. Mariä Empfängnis (Düsseldorf) |                        |
| Frontansicht                      |                        |
|                                   |                        |
| Ort                               | Düsseldorf             |
| Konfession                        | römisch-katholisch     |
| Diözese                           | Köln                   |
| Patrozinium                       | Mariä Empfängnis       |
| Baujahr                           | 1894 bis 1896          |
| Bautyp                            | Dreischiffige Basilika |
| Funktion                          | Filialkirche           |

Die römisch-katholische Kirche St. Mariä Empfängnis – auch Marienkirche genannt – wurde in den Jahren 1894 bis 1896 nach Plänen des Mainzer Dombaumeisters Ludwig Becker erbaut. Sie befindet sich gegenüber der Einschleifung der Tonhallenstraße in der Oststraße in der Düsseldorfer Stadtmitte. Die dreischiffige Basilika mit der Doppelturmfassade wurde im Kathedralenstil gestaltet und ist ein typisches Beispiel der rheinischen Neugotik. Die Gemeinde gehört zur Pfarrei St. Lambertus im Stadtdekanat Düsseldorf des Erzbistums Köln. 2011 erfolgte der Zusammenschluss mit der Altstadtgemeinde zur Pfarrgemeinde St. Lambertus.

## Geschichte

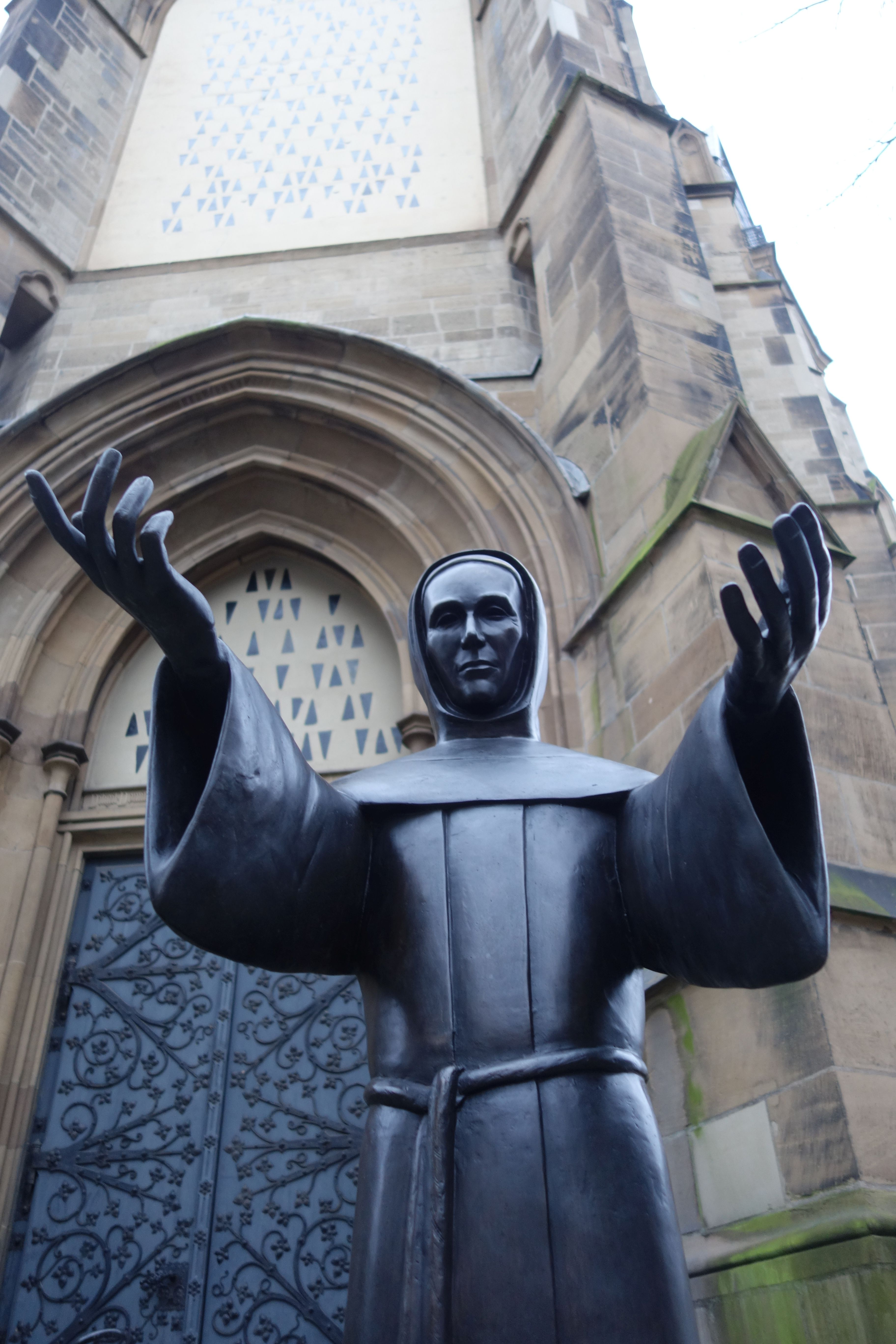
Die Bronzestatue eines Franziskanermönches, vormals vor der Marienkirche, Ecke Immermannstraße, kehrte im Dezember 2024 auf die Oststraße zurück. Das mit 1957 datierte Werk von Ottmar Hollmann steht seitdem am südlichen Eingang von St. Mariä Empfängnis.

Als die Pfarrgemeinde vom schnell gewachsenen Süd-Pempelfort von der Derendorfer Pfarrei abgezweigt wurde, entschloss man sich zu einem Kirchenneubau. 1887 wurde der „Marienbauverein“ gegründet. Obwohl Süd-Pempelfort als Viertel der Mittelschicht und der „einfachen Leute“ galt, kamen die erforderlichen Mittel schnell zusammen. Auf der Charlottenstraße wurde 1890 ein Notkirche errichtet, mit Anton Höhne als erstem Pfarrer. Ein Jahr später wurde Süd-Pempelfort zur Pfarrei erhoben und die Katholiken von der Derendorfer Mutterkirche endgültig getrennt. Es wurde ein öffentlicher Wettbewerb ausgeschrieben, bei dem der Entwurf des Mainzer Dombaumeisters Ludwig Becker mit dem ersten Preis ausgezeichnet wurde. 1892 wurde der Mülmansche Garten an der Ecke Hohenzollernstraße als Bauplatz erworben. Im Jahr 1894 war die Grundsteinlegung und der Baubeginn. Nach Beckers Entwürfen wurde bis 1896 die zweitürmige St.-Mariä-Empfängnis-Kirche (Marienkirche) errichtet. Die Konsekration erfolgte am 15. November 1896, verbunden mit einem umfangreichen kirchlichen und weltlichen Festprogramm.

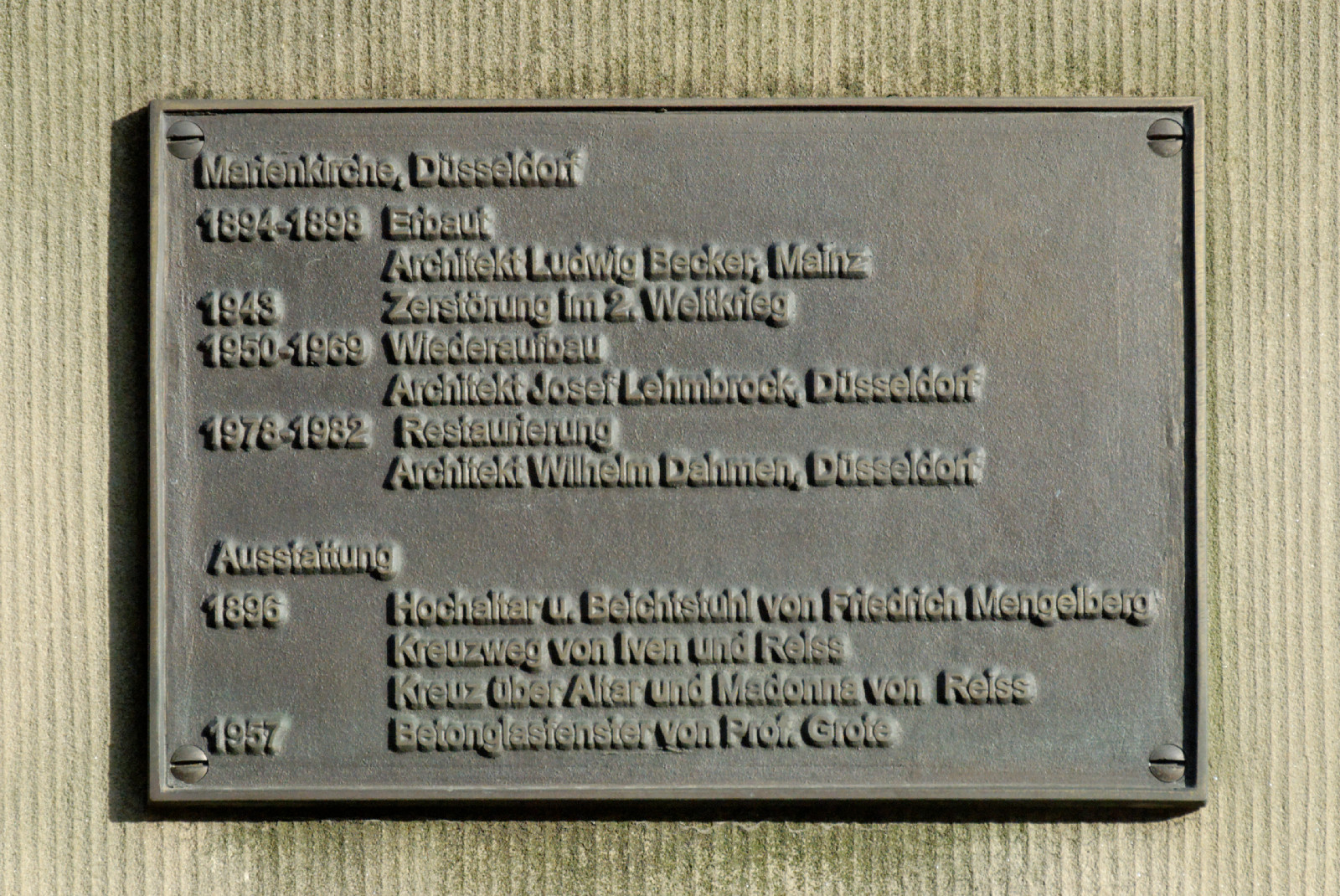
Kunsthistorische Zeittafel

St. Maria Empfängnis war mit 130 Glühlampen die erste Kirche in Düsseldorf, die vollständig elektrisch beleuchtet wurde.
Von 1932 bis zu seiner Verhaftung durch die Gestapo 1936 war Joseph Cornelius Rossaint Kaplan an der Marienkirche; eine Gedenktafel am Portal erinnert an ihn.
Mit den zunehmenden Luftangriffen des Zweiten Weltkrieges begann 1942 die Zerstörung der Kirche. Das schlimmste Bombardement geschah in der Nacht zum 12. Juni 1943. In der Pfarrchronik ist hierzu vermerkt: „In der Unheilsnacht zum Vigiltag von Pfingsten ward alles zerschlagen, Kirchenraum und Pfarrgemeinde Etwa 80 % aller Häuser im Pfarrbezirk waren ausgebrannt, die restlichen mehr oder weniger stark beschädigt, zum Teil unbewohnbar.“ Fast 100 Gemeindemitglieder kamen ums Leben. Das Bauwerk war völlig zerstört: Türme, Dach, Haupt- und Seitenschiffe und Kapellen. Die liturgische Innenausstattung und das Mobiliar waren bis auf wenige Einzelstücke verbrannt.
Im Jahr 1943 wurde das linke Seitenschiff mit einer Mauer vom Mittelschiff abgetrennt, so dass provisorisch wieder Gottesdienste stattfinden konnten. Der Wiederaufbau und die Restaurierung erfolgte in zwei Abschnitten, der erste von 1948 bis 1969. Bewusst wurde darauf verzichtet, durchgängig den alten Zustand wiederherzustellen. Der Architekt war jetzt Josef Lehmbrock aus Düsseldorf. Von 1976 bis 1982 erfolgte eine Restaurierung unter dem Architekten Wilhelm Dahmen, der den Innenraum wieder mehr dem ursprünglichen Aufbau annäherte.
Zum 1. Januar 2011 fusionierte die Pfarrei St. Mariä Empfängnis  mit den Pfarreien St. Lambertus und St. Maximilian zur Pfarrgemeinde St. Lambertus Düsseldorf. Im Advent 2014 verließen die Franziskaner ihren alten Klosterstandort an der Immermannstraße/Ecke Oststraße. Aus dem benachbarten Franziskanerkloster St. Antonius, das später abgerissen wurde, zogen sie in die Gebäude der Marienkirche – St. Mariä Empfängnis um, wo sie in einer fraternitären Gemeinschaft leben.
Der im Rufe der Heiligkeit verstorbene Br. Firminus Wickenhäuser, dessen Gebeine seit Jahrzehnten in der Krypta der alten Klosterkirche ruhten, wurde Anfang 2015 in einer feierlichen Prozession in die Marienkirche überführt.
Die Abbrucharbeiten des alten und baufälligen alten Klosterstandortes begannen am 13. Juli 2017 und sind abgeschlossen. Damit ging eine 164-jährigen Geschichte des Franziskanerklosters an der Immermannstraße/Ecke Oststraße zu Ende.

## Baubeschreibung

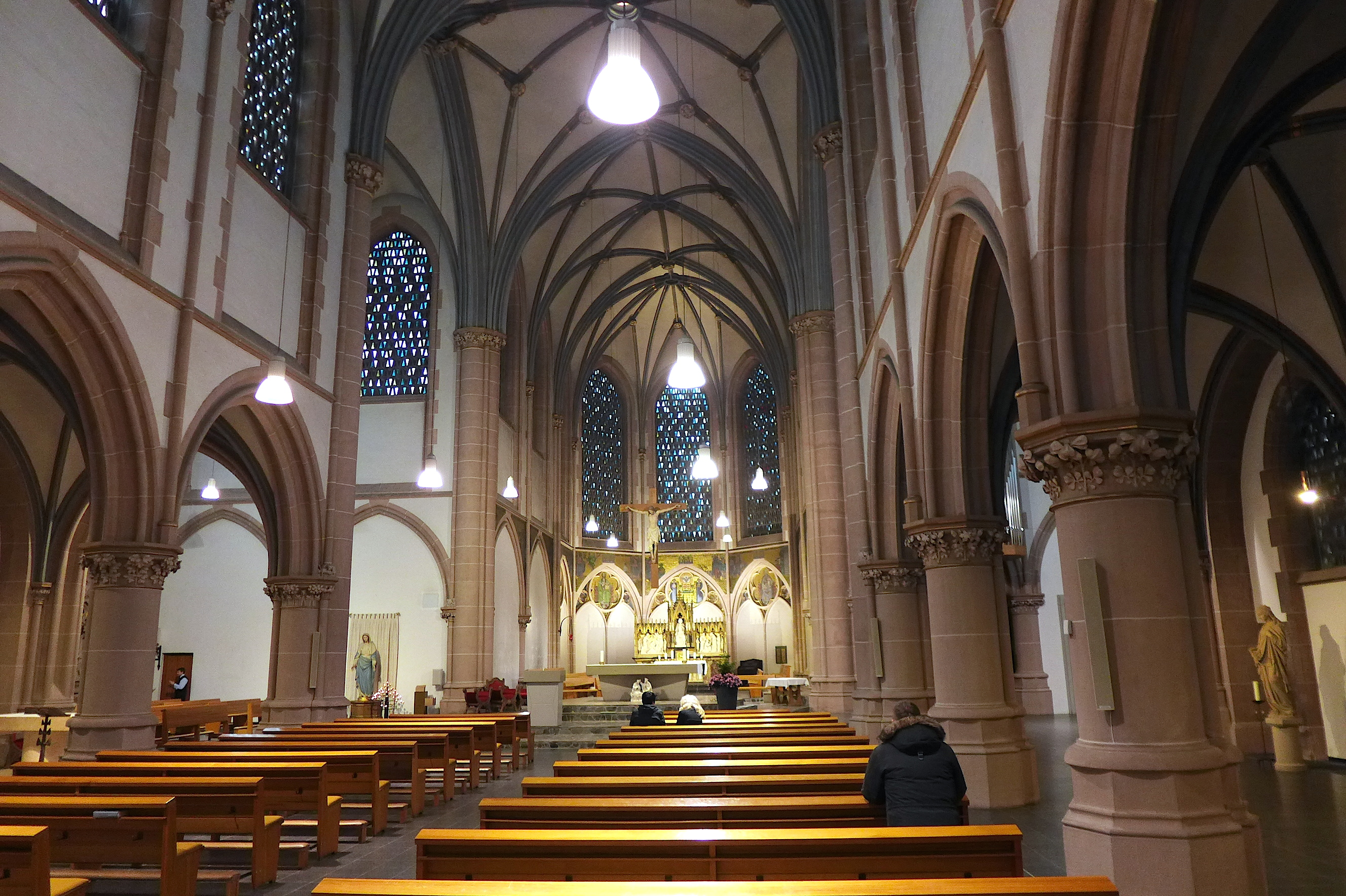
Innenansicht

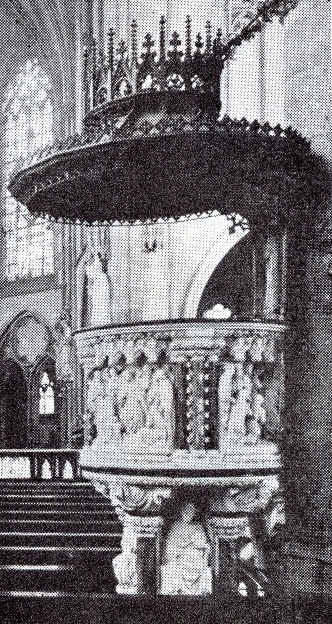
Kanzel, 1904

Der Kirchenbau mit einem hohen Haupt- und zwei niedrigen Seitenschiffen hat zwei sechseckige, 80 Meter hohe Haupttürme. Diese sind den Seitenschiffen an der Westseite vorgestellt. An den beiden letzten Feldern der Seitenschiffe schließt sich zusätzlich je eine Kapelle an.
Zwischen den Doppeltürmen ist nach außen eine „geräumige Vorhalle“ und nach innen die Orgelbühne eingebaut.
Der Kirchenbau ist eine dreischiffige Basilika mit „weit ausladenden Querschiffflügeln“. Der Hochchor ist mit einem Umgang versehen. An diesen Umgang des Hauptchores schließt sich an der Südseite ein selbständiges Bauwerk an, das die Sakristei und einen Sitzungssaal beherbergt.
Neben dem Hochchor hat der Kirchenbau noch „vier kapellkranzartig angeordnete Seitenchöre“.
Durch leicht Kurven der sonst schnurgeraden Oststraße in der Nähe ihres Standortes sieht man die Kirchetürme, von Süden kommend, bereits von weitem, vor dem Erreichen der Brauerei Schumacher, dagegen aus Norden, vom Hofgarten her, erst ab dem Wehrhahn.

## Ausstattung
Die Ausstattung von 1896 umfasste den Hochaltar und den Beichtstuhl von Friedrich Wilhelm Mengelberg. Der Düsseldorfer Bildhauer Anton Josef Reiss schuf den Figurenschmuck in der Marienkirche, so auch das Kreuz über dem Altar, die Madonna und die Figuren an der Kanzel. Zusammen mit seinem Schüler Alexander Iven schuf er auch den Kreuzweg. Sieben Fenster mit der Darstellung der sieben Schmerzen Mariens wurden von der Köln-Lindenthaler Glasmalerei Schneiders und Schmolz angefertigt. An der Ausschmückung waren außerdem die Bildhauer Edmund Renard und Melchior zur Strassen beteiligt. Die Ausstattung wurde im Zweiten Weltkrieg zerstört. 1962/1963 wurden große Beton-Glas-Fenster von Günter Grote eingesetzt, zum großen Teil ornamentale Kompositionen aus kleinen Dreiecken mit variierender Farbstellung, teilweise aber auch mit eingearbeiteten Symbolen oder auch figürlichen Darstellungen.

## Orgel
Die Orgel der Maria-Empfängnis-Kirche wurde 1956 von der Orgelbaufirma Johannes Klais (Bonn) gebaut und 1982 in einem neuen Gehäuse aufgestellt (Opus 1607). Das Instrument hat 44 Register (Schleifladen) auf drei Manualen und Pedal. Die Spiel- und Registertrakturen sind mechanisch.
| I Positiv C–g3 |              |        |
| 1.             | Rohrflöte    | 8′     |
| 2.             | Quintade     | 8′     |
| 3.             | Praestant    | 4′     |
| 4.             | Blockflöte   | 4′     |
| 5.             | Principal    | 2′     |
| 6.             | Gemshorn     | 2′     |
| 7.             | Terz         | 1 3⁄5′ |
| 8.             | Larigot      | 1 ⁄3′  |
| 9.             | Scharff IV-V | 1′     |
| 10.            | Krummhorn    | 8′     |
| 11.            | Zink         | 4′     |
|                | Tremulant    |        |

| II Hauptwerk C–g3 |                  |       |
| 12.               | Quintadena       | 16′   |
| 13.               | Principal        | 8′    |
| 14.               | Offenflöte       | 8′    |
| 15.               | Lieblich Gedackt | 8′    |
| 16.               | Octav            | 4′    |
| 17.               | Koppelflöte      | 4′    |
| 18.               | Quinte           | 2 ⁄3′ |
| 19.               | Superoctave      | 2′    |
| 20.               | Cornet V (ab e0) | 8′    |
| 21.               | Mixtur IV-VI     | 1 ⁄3′ |
| 22.               | Bombarde         | 16′   |
| 23.               | Trompete         | 8′    |

| III Schwellwerk C–g3 |                 |       |
| 24.                  | Holzprincipal   | 8′    |
| 25.                  | Suavial         | 8′    |
| 26.                  | Schwebung       | 8′    |
| 27.                  | Principal       | 4′    |
| 28.                  | Spitzflöte      | 4′    |
| 29.                  | Schweizerpfeife | 2′    |
| 30.                  | Sesquialter II  | 2 ⁄3′ |
| 31.                  | Mixtur V        | 1 ⁄3′ |
| 32.                  | Dulcian         | 16′   |
| 33.                  | Schalmey        | 8′    |
| 34.                  | Kopftrompete    | 4′    |
|                      | Tremulant       |       |

| Pedal C–f1 |               |         |
| 35.        | Principal     | 16′     |
| 36.        | Subbass       | 16′     |
| 37.        | Quinte        | 10 2⁄3′ |
| 38.        | Octav         | 8′      |
| 39.        | Pommer        | 8′      |
| 40.        | Choralbass    | 4′      |
| 41.        | Nachthorn     | 2′      |
| 42.        | Hintersatz VI | 2′      |
| 43.        | Posaune       | 16′     |
| 44.        | Basstrompete  | 8′      |

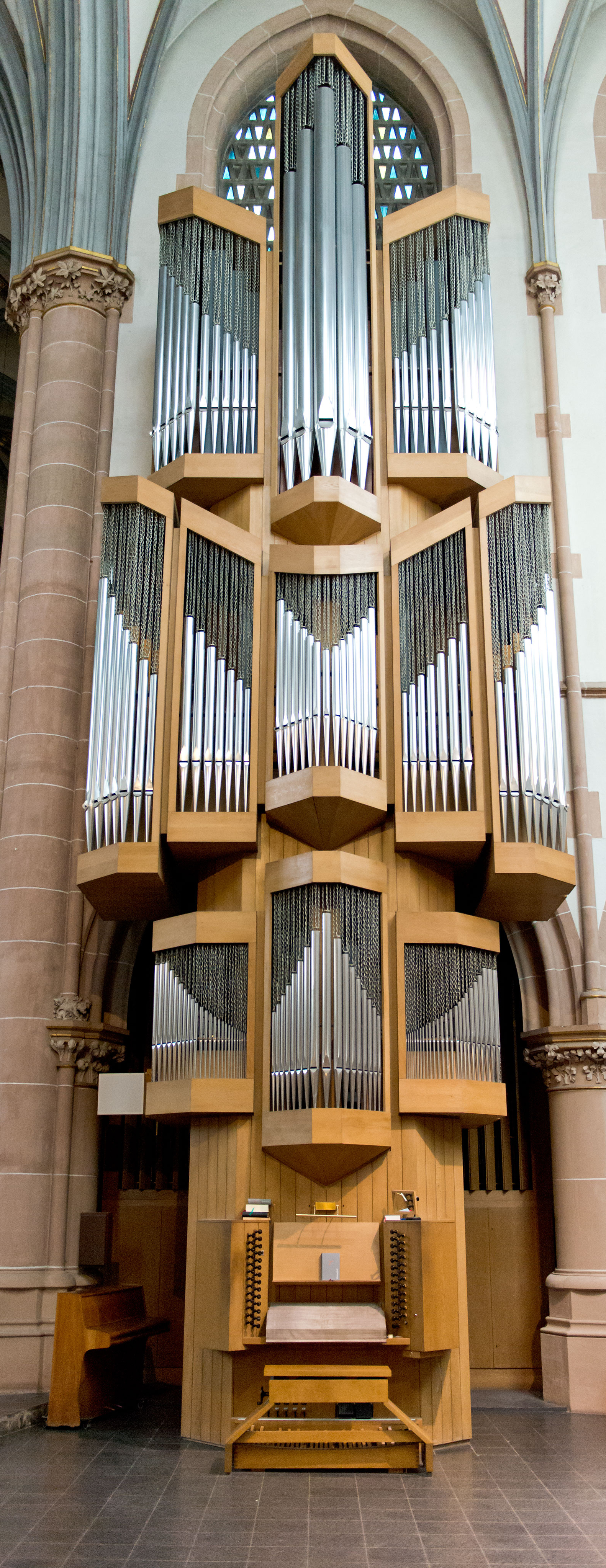
Klais-Orgel in der Kirche St. Mariä Empfängnis in Düsseldorf

- Koppeln: I/II, III/II, III/I, I/P, II/P, III/P
- Nebenregister: Glockenspiel (I)

## Glocken
Das Glockengeläut der Marienkirche besteht aus fünf Glocken, die 1896 bei der Gießerei Bour & Guenser in Metz gegossen wurden. Sie haben trotz jeweils herrschender Beschlagnahmepraxis beide Weltkriege überdauert und sind daher von hohem Denkmalwert.
| Glocke | Name        | Durchmesser | Gewicht | Schlagton |
| ------ | ----------- | ----------- | ------- | --------- |
| I      | Christus    | 1845 mm     | 4071 kg | a°-6      |
| II     | Maria       | 1635 mm     | 2828 kg | h°-2      |
| III    | Apollinaris | 1363 mm     | 1600 kg | d’-4      |
| IV     | Antonius    | 1205 mm     | 1128 kg | e’-3      |
| V      | Elisabeth   | 1096 mm     | 0800 kg | fis’-7    |

Das Läutemotiv ist Österliches Halleluja.

## Historische Abbildungen

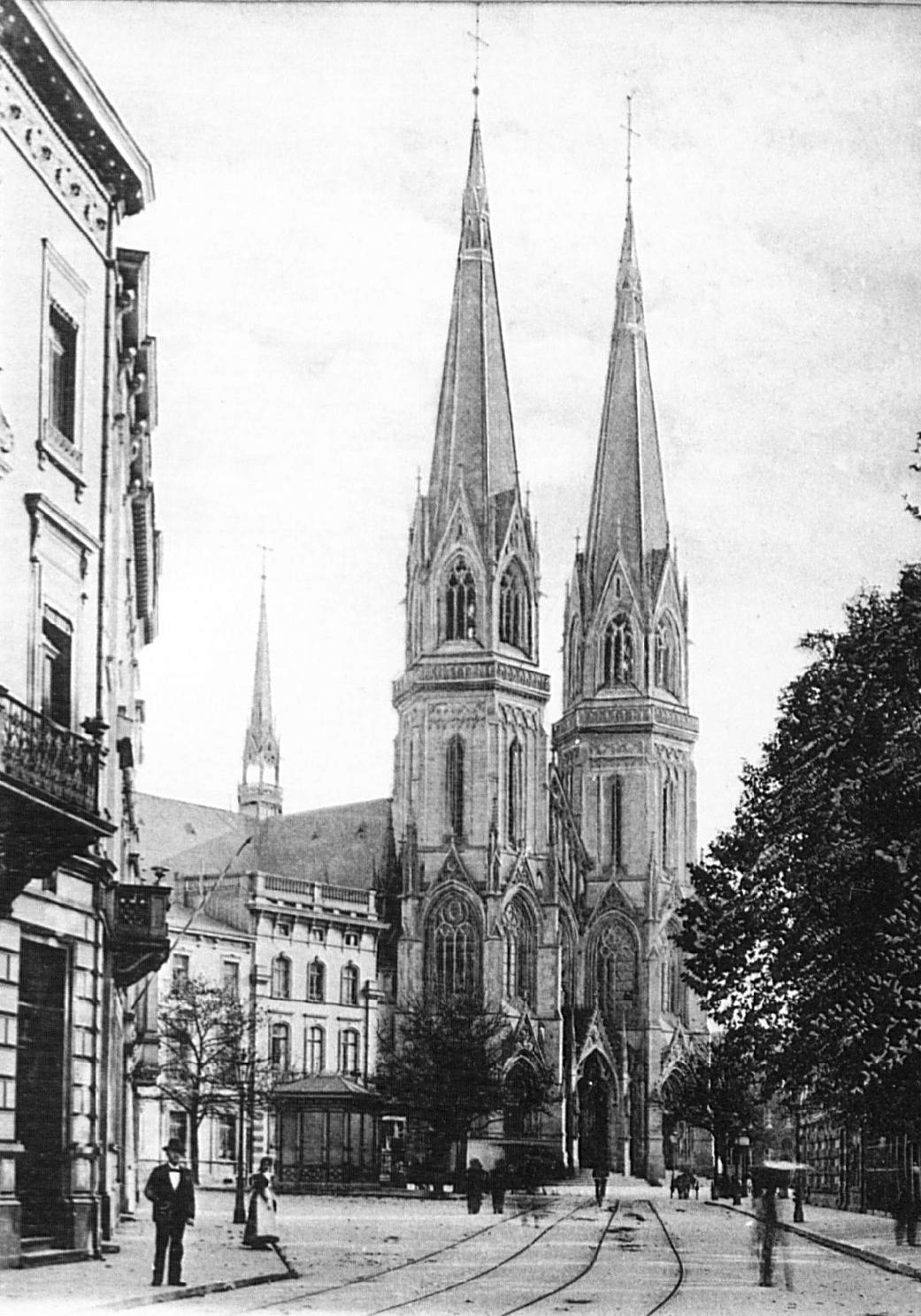
Vorderansicht, früher
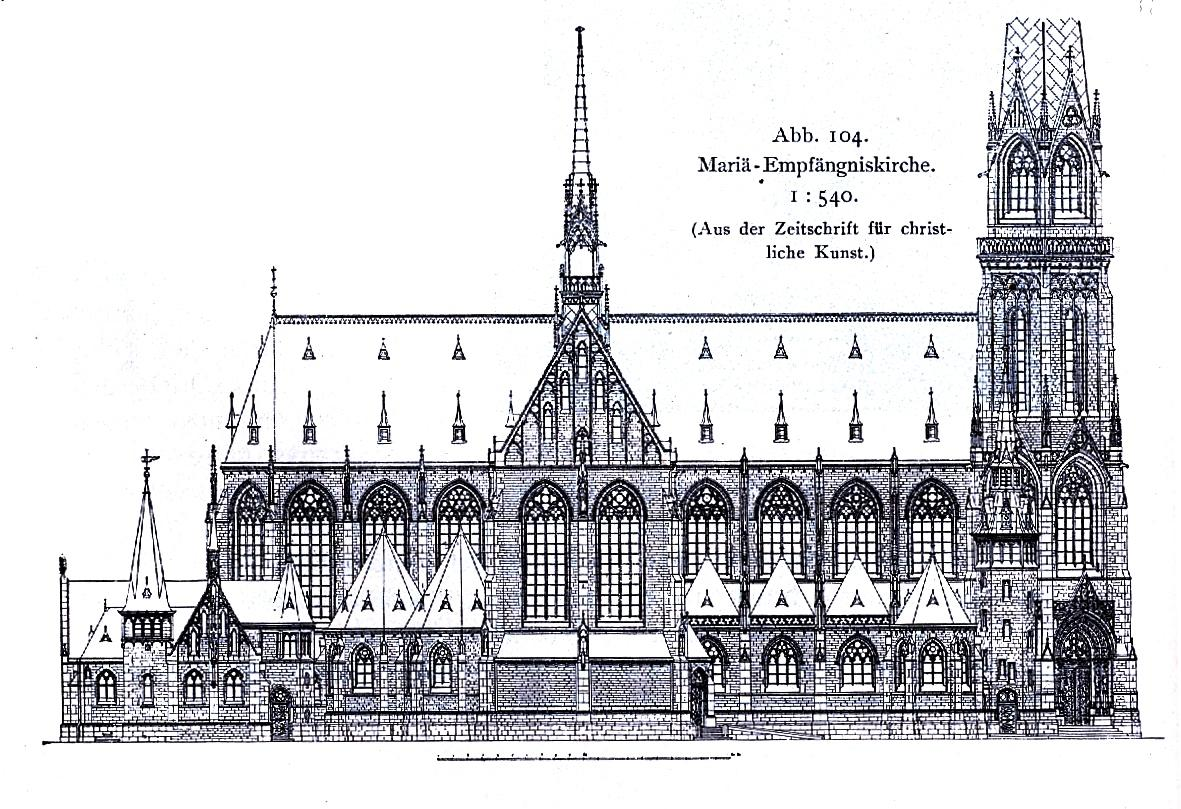
Längenansicht
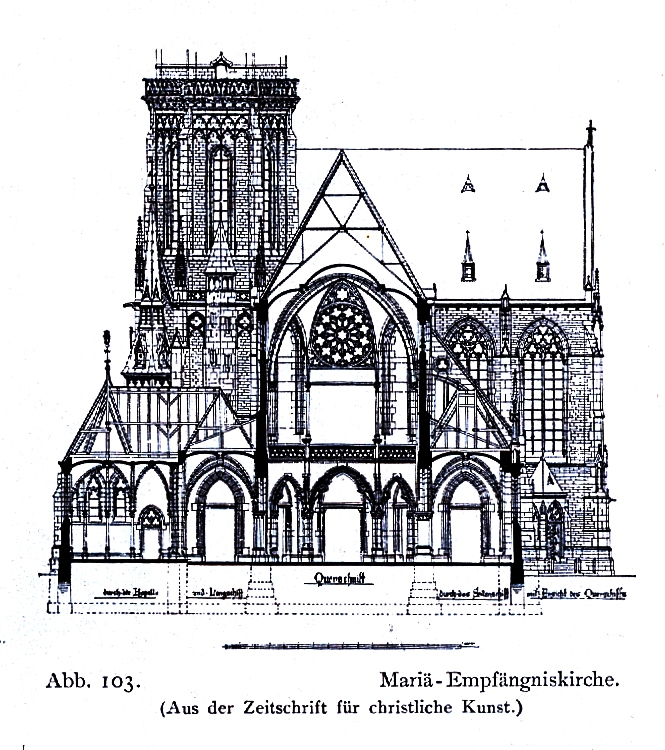
Querschnitt
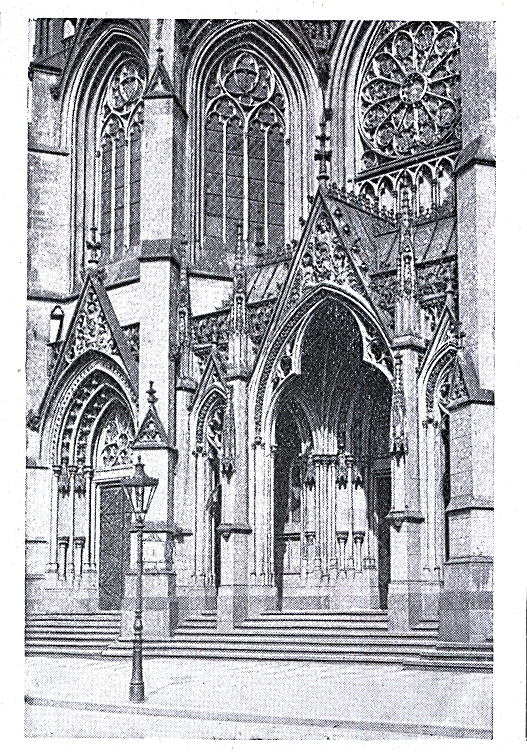
Außenansicht zum Portal
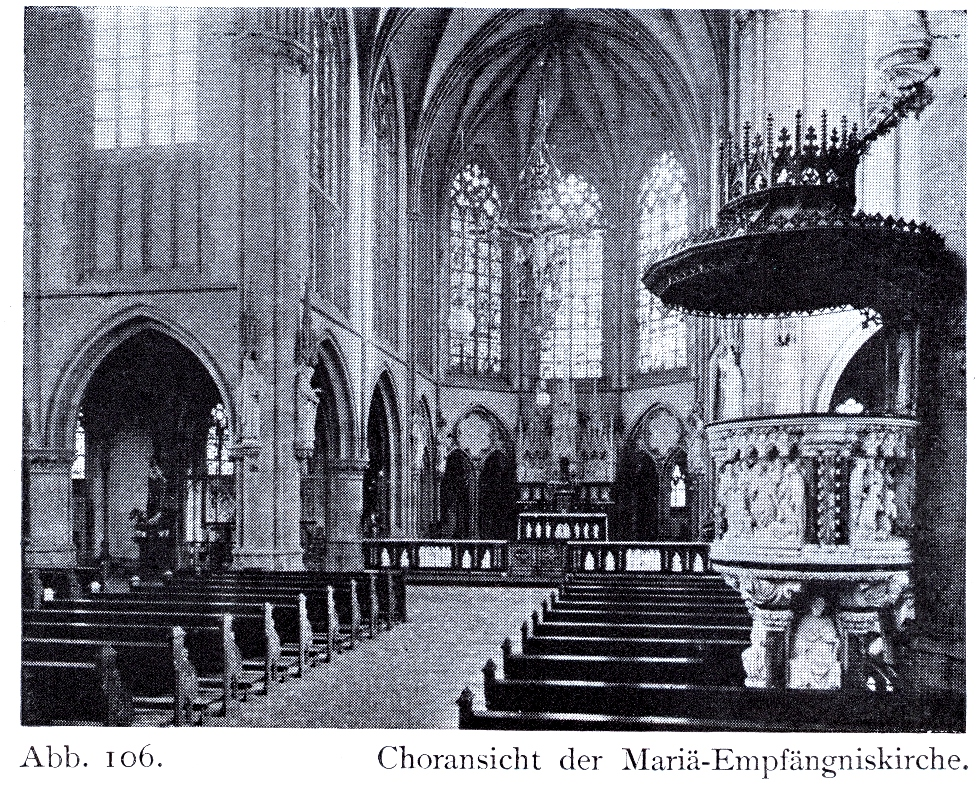
Innenansicht zum Chor
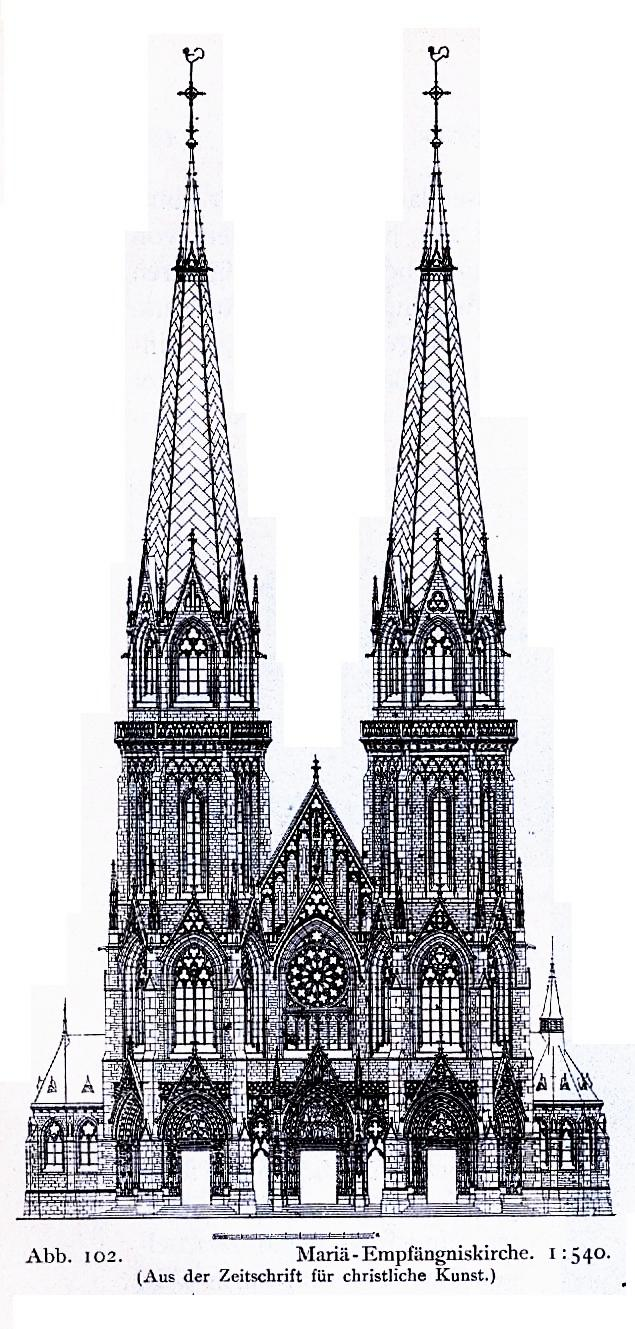
Vorderansicht
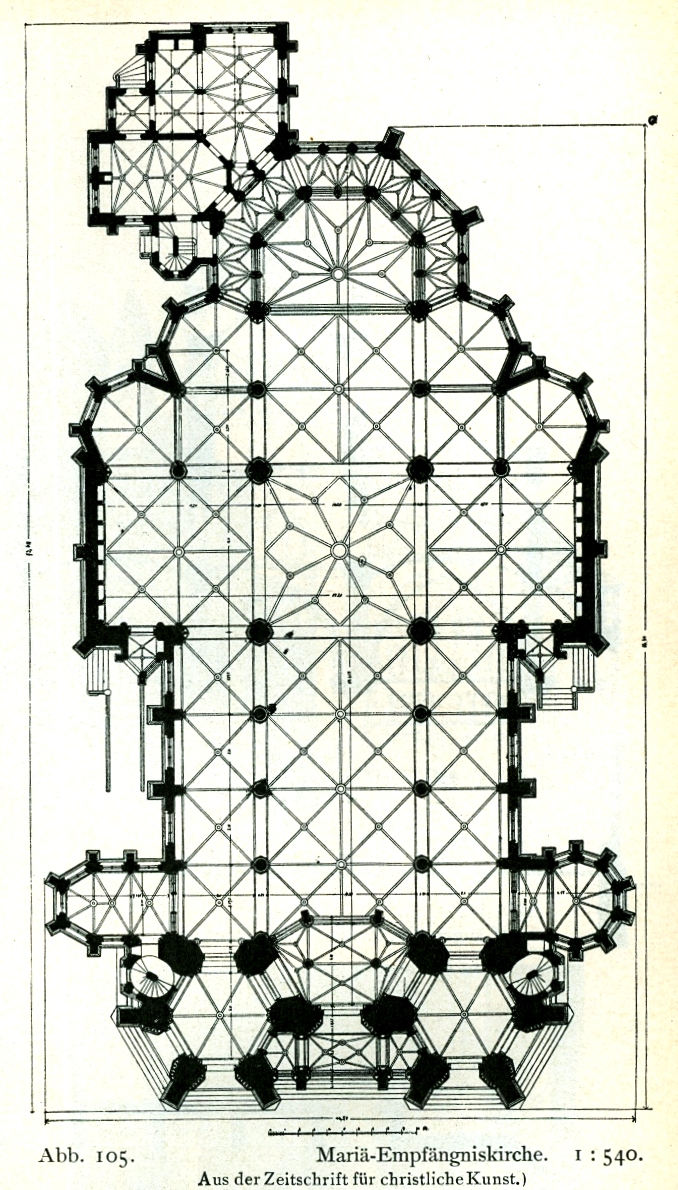
Grundriss